# Mianyang, Guangdong
Mianyang är en köping i sydöstra Kina. Den ligger i Wuhua härad i staden Meizhou i provinsen Guangdong, omkring 260 kilometer öster om provinshuvudstaden Guangzhou. Antalet invånare är 68 471. Befolkningen består av 33 998 kvinnor och 34 473 män. Barn under 15 år utgör 29,0 %, vuxna 15-64 år 58 %, och äldre över 65 år 11,0 %.